# الزنبقة السوداء (رواية)
الزنبقة السوداء هو عنوان رواية للكاتبة اليمنية شذى شوقي الخطيب والتي نشرت عام 2012 الطبعة الأولى من دار الفكر العربي المصرية وهي باكورة عمل الكاتبة شذى الخطيب. وقد استهلت بكتابتها عام 2011

## مضمون الرواية
الرواية تتحدث عن الصراع الداخلي في الإنسان أمام التغيرات الاجتماعية والانفتاح الاجتماعي. والاختلاف الثقافي والحضاري بين الدول العربية من خلال مجموعة من طالبات السكن الخاص الجامعي من جنسيات متعددة وتعايشهن مع المجتمع واختلافاته. وتحديداً سكن جامعة البنات الأردنية حيث عاشت الكاتبة اثناء دراستها الجامعية. تناولت من خلالها سيرة طالبتين من اليمن عبير وريم. باختلاف أن عبير قدمت من اليمن ونشأت في ظروف عائلية ساعدتها على الانخراط في المجتمع الأردني المنفتح كون والدتها سورية. اما ريم فهي فتاة منغلقة اجتماعيا قدمت من الرياض لتلحق بالجامعة. كلاهما تسكنا ذات السكن وتشتركان بذات الغرفة وتمران بتجارب متشابهة إلا أن كل واحدة منهما لها أسلوبها الخاص في التعامل مع المجتمع. وتصادف كلاهما رجلا تحبه وكيف تكون نهاية عبير وريم في علاقتهما مع السكن والجامعة وارتباطهما بالرجل والعائلة. الزنبقة السوداء هي رواية في الاصل للكاتب الفرنسي الكسندر دوماس وقد استخدمت الكاتبة هذا الاسم حيث شبه نواف الذي يرتبط بعلاقة حب بإحدى الفتاتين بانها تشبه الزنبقة السوداء بردائها البنفسجي ولأنه سجين حبها. القصة تعالج كيفية الحفاظ على الخلق والدين في مجتمع تكثر فيه المغريات المادية والعاطفية. بالإضافة أن الأردن تشتهر بزرعة الزنبق الأسود المتميز والمختلف عن ببقية الازهار

## تعليق الناقدة نورهان عبد الله على الرواية
كتبت عنها الصحفية المصرية نورهان عبد الله قائلة في رؤيتها النقدية خلف غلاف الرواية.جمعت الكاتبة شذى الخطيب في روايتها ما بين أسلوب التشويق والإثارة والحب والتمرد والحرية، فبحثت عن الحرية بين أحداث وشخصيات روايتها وتمردت على شعورها بالكبت داخل المجتمعات العربية، فنعيش ونتعايش مع شخصيات الرواية ما بين التمرد على تقاليد المجتمع، وما بين القدرة على المحافظة أمام التغيرات الاجتماعية المتسارعة والمنفتحة. فتميز أسلوبها بالحوار الدافئ مصحوبا بالنضج اللغوي، وتعمدت الكاتبة في روايتها على تكرار اسم الرواية داخل الأحداث، وهو يعتبر ذكاء منها ككاتبة أدركت مفاتيح قارئها، فلا تدع له مجال للهروب بعيداً عن متابعة الأحداث، حيث تفاجئنا في النهاية بخاتمة غير متوقعة وخارجه عن المألوف، وتميزت شخصيات الرواية بعمق الطرح مع تغيرات الأحداث المتلاحقة، التي تفاجئنا الكتابة بها والتحولات التي تصيب الشخصيات من حب وهجر وخيانة وفراق وزواج، حيث ركزت على إبراز الشخصية دون التركيز على الأماكن لتحقيق عنصر التشويق ومعايشة القارئ لأحداث الرواية، فتخرج "الزنبقة السوداء" بأحداث من خيال الكاتبة لكننا في الحقيقة من جدية السرد نتوقع أنها رواية تقف في مصاف الحقيقة."

## اقتباس من الكتاب
| الزنبقة السوداء (رواية) | قدم شهر كانون الأول ببرودته رغم أن الثلج لم ينزل بعد إلا أن الجو كان باردا. جلست عبير تنظر إلى الأرض الرحبة التي تحيط بالجامعة فتلك المروج الجميلة تتغير نضارتها بتغير الفصول. ففي الشتاء تصبح جرداء عجوزا هرمة. و من ثم تتحول إلى شابة نضرة في الربيع و تمتلئ بالخضرة بعد ذوبان الثلوج و إلى أن يدفأ الجو و يصبح صيفا فتتحول إلى مراع خصبة ترى فيها الرعاة يرعون فيها ماشيتهم ، و تسمع الأغاني الطربية البدوية التي تملا ليالي الصيف سحرا . رغم أن الأردنيين البدو تحضروا و استوطنوا في بيوت قريبة من محيط الجامعة إلا أنهم مازالوا محتفظين بعاداتهم البدوية و أصالتهم. و لكن الآن لا يشغلها كل ذلك. كانت تفكر بأيمن و برأس السنة التي تتمني أن تكون فيها معه و يقبلها على الثانية عشر صباحا يكونا معا في أول ساعة من السنة الجديدة ، و لكن من أين لها أن تخرج و تسهر إلى ما بعد الساعة الثانية عشرة صباحا ،و هي في السكن الجامعي . فلابد من وسيلة ما. كانت تفكر بوالديها فقد تلقت اتصالا من والدها يهددها بان يسحبها من الجامعة إذا استمرت علاقتها بأيمن و لكن لم تهتم لما قاله بل ذلك جعلها أكثر إصرار و تمسكا به. بل كل يوم تزداد حبا له و هو كل يوم يثبت إخلاصه لها و هذا ما يجعلها قوية و خاصة عندما بدأت تشعر باستقرار نفسي و عاطفي مما جعلها تتفوق دراسيا و تنتج أفضل التصاميم حتى أن أساتذتها أصبحوا راضين عن أدائها و موهبتها التي تزداد تمرسا و اتقانا . فشعرت بأهمية الحب في حياة الإنسان فهو يجعله خلاقا مبدعا. ظلت تفكر حتى أخذها الوقت و لم تنتبه إلا عند مناداة المشرفة على الطالبات أنها ستغلق البوابة الداخلية للسكن. فقامت و ذهبت إلى غرفة التلفاز و كان اليوم يوم السبت فهذا وقت الأفلام الأمريكية على القنوات الإسرائيلية. فالطالبات رغم وجود القنوات الفضائية العربية إلا أنهن لا ينقطعن عن متابعة القنوات الإسرائيلية لما تقدمه من أفلام تحمل الكثير من المشاهد الجنسية و أحيانا الهابطة. فدخلت إلى الغرفة و وجدت بعض الطالبات يشاهدن فجلست معهن تشاهد. | الزنبقة السوداء (رواية) |